# اریک گارسیا
اریک گارسیا مرتنز (متولد ۹ ژانویه ۲۰۰۱ - بارسلون) بازیکن فوتبال اهل اسپانیا است که در بارسلونا توپ می‌زند.
سه فصل اول دوران حرفه‌ای خود را در منچسترسیتی گذراند و با این تیم عنوان قهرمانی لیگ برتر انگلستان در فصل ۲۰۲۰–۲۰۲۱ را کسب کرد. او توانایی بازی در تمام پست‌های دفاعی را داراست اما بیشتر در پست مدافع میانی بازی می‌کند. گارسیا تاکنون ۱۹ بازی برای تیم ملی اسپانیا به ثبت رسانده‌است.

## افتخارات

### منچستر سیتی
لیگ برتر انگلیس (۱):۲۱-۲۰۲۰
جام اتحادیه باشگاه‌های انگلستان (۳):۲۰۱۹، ۲۰۲۰، ۲۰۲۱
جام خیریه انگلستان (۱):۲۰-۲۰۱۹
بارسلونا
لالیگا (۱):۲۳-۲۰۲۲
سوپرکاپ اسپانیا (۲):۲۰۲۳، ۲۰۲۵
اسپانیا
مدال طلا المپیک ۲۰۲۴